# 30. Waffen-Grenadier-Division der SS
La 30. Waffen-Grenadier-Division der SS (weißruthenische Nr. 1) fu costituita il 1º agosto 1944 nella zona di Varsavia con elementi bielorussi della Schutzmannschaft-Brigade Siegling e fu in seguito trasferita nell'area di Belfort. Il 1º gennaio del 1945 fu trasferita a Grafenwöhr e immediatamente sciolta; i suoi uomini entrarono a far parte della 600. Divisione di Fanteria, come parte dell'Esercito Russo di Liberazione di Vlassov, mentre altre unità vennero destinate alla Waffen-Grenadier-Brigade der SS il 15 gennaio 1945.

## Comandanti
- SS-Standartenführer Hans Siegling (agosto-dicembre 1944)

## Ordine di Battaglia
Nel gennaio 1945 questa era la suddivisione dei 2.000 uomini del Waffen-Grenadier-Division der SS (weißruthenische Nr. 1) che si stavano addestrando a Grafenwöhr in Germania.
- 1º Reggimento [Waffen-Grenadier-Regiment 75 (weißruth. Nr. 1)]
  - 1º Battaglione
  - 2º Battaglione
  - 3º Battaglione
- Battaglione artiglieria
- Battaglione fucilieri
  - 1 Compagnia esplorativa fucilieri
  - 1 compagnia anticarro
- Battaglione esplorazione
  - 1 Compagnia fucilieri
  - 1 Compagnia esplorativa montata
- Battaglione di Riserva
- Compagnia genio
- Compagnia trasmissioni

Mentre questa era la suddivisione dell'intera divisione di granatieri bielorussi:
- Waffen-Grenadier-Regiment der SS 75 (Weissrutenische Nr. 1)
- Waffen-Grenadier-Regiment der SS 76 (Weissrutenische Nr. 2)
- Waffen-Grenadier-Regiment der SS 77 (Weissrutenische Nr. 3)
- Waffen-Artillerie-Regiment der SS 30
- SS-Füsilier-Kompanie 30
- SS-Pionier-Kompanie 30
- SS-Nachrichten-Kompanie 30
- SS-Sanitäts-Kompanie 30
- SS-Feldersatz-Kompanie 30